# Chlorophytum sparsiflorum
Espèce
Synonymes
- Chlorophytum butaguense De Wild.[1]
- Chlorophytum capense auct.[2]
- Chlorophytum comosum var. sparsiflorum (Baker) A.D.Poulsen & Nordal[1]
- Chlorophytum comosum (Thunb.) Jacques (préféré par GRIN)[2]
- Chlorophytum deistelianum Engl. & K.Krause[1]
- Chlorophytum elongatofusiforme De Wild.[1]
- Chlorophytum grewenii Engl. & K.Krause[1]
- Chlorophytum ituriense De Wild.[1]
- Chlorophytum ledermannii Engl. & K.Krause[1]
- Chlorophytum sparsiflorum var. sparsiflorum[1]
- Chlorophytum sparsiflorum Baker[2]
- Chlorophytum thollonianum Hua[1]

Chlorophytum sparsiflorum est une espèce de plantes de la famille des Liliaceae et du genre Chlorophytum. La variété Chlorophytum sparsiflorum var. bipindense (Engl. & K.Krause) Bjorå & Nordal dont le synonyme est Chlorophytum cauliferum Poelln. est endémique au Cameroun.

## Liste des variétés
Selon Catalogue of Life (24 septembre 2017) :
- variété Chlorophytum sparsiflorum var. bipindense (Engl. & K.Krause) Bjorå & Nordal
- variété Chlorophytum sparsiflorum var. sparsiflorum

Selon The Plant List (24 septembre 2017) :
- variété Chlorophytum sparsiflorum var. bipindense (Engl. & K.Krause) Bjorå & Nordal